# Domenic Pittis
Pour les articles homonymes, voir Pittis.
Domenic Pittis, aussi appelé Domenico Pittis, (né le 1er octobre 1974 à Calgary, dans l'Alberta) est un joueur professionnel de hockey sur glace canado-italien. Son jeune frère, Jonathan, est également un hockeyeur professionnel.

## Biographie

### Ses débuts
Né dans la province de l'Alberta le 1er octobre 1974 d’un père italien, Domenic Pittis, comme beaucoup d'enfants qui ont grandi au Canada, joue au hockey. À 17 ans, il rejoint l'équipe des Hurricanes de Lethbridge, dans la ligue junior de l'Ouest. Lors de sa première saison chez les juniors, il comptabilise 23 points (6 buts et 17 mentions d'assistances) en 65 matchs. Lors des séries éliminatoires, son équipe est éliminée au premier tour par les Blades de Saskatoon. La saison suivante, il améliore ses statistiques et termine meilleur scoreur de son équipe, marquant un total de 119 points (46 buts, 73 passes décisives) en 119 rencontres. Ce résultat le place à la cinquième place du classements des meilleurs pointeurs de la ligue. Malheureusement, son équipe ne parvient toujours pas à passer un tour dans les séries éliminatoires, battue cette fois par les Pats de Regina. Ses performances sont toutefois remarquées, puisqu'il est repêché, en fin de saison par les Penguins de Pittsburgh au deuxième tour (52e choix au total) lors du repêchage d'entrée dans la LNH.
Domenic Pittis reste toutefois une saison saison de plus en ligue junior. Il parvient encore à battre son record de points, avec un total de 127 points. Il n'est battu que par Lonny Bohonos et Darcy Tucker. Durant les playoffs, il aide son équipe à passer un tour, face aux Rebels de Red Deer, mais tombe en quart de finale contre les Wheat Kings de Brandon.

### Le passage chez les professionnels
Après trois saisons passées dans les ligues juniors, Domenic Pittis tente sa chance chez les professionnels. Il débute ainsi sa carrière en ligue internationale de hockey chez les Lumberjacks de Cleveland. Lors de sa première saison, il inscrit 50 points en 62 parties. Son équipe perd cependant lors du premier tour des séries éliminatoires contre les Cyclones de Cincinnati. Il évolue une autre saison dans l'Ohio, durant laquelle il enregistre seulement 38 points, alors qu'il a joué 74 rencontres. Cleveland est cependant à nouveau éliminé au premier tour des séries, face aux K-Wings du Michigan.
Il rejoint les Ice Dogs de Long Beach pour sa troisième saison, qui se révèle être sa meilleure en LIH, sur le plan comptable, avec 68 points en 65 rencontres. Durant cette saison, il est même appelé par les Penguins de Pittsburgh, qui lui permettent de faire ses débuts en Ligue nationale de hockey. Il ne joue cependant qu'un seul match, au cours duquel il ne parvient à inscrire son nom sur la feuille de match. Il retourne ensuite à Long Beach, avec qui il atteint la finale de la Coupe Turner, mais est battu par les Vipers de Détroit.

### Entre LAH et LNH
Domenic Pittis quitte la LIH après cette défaite pour rejoindre le Crunch de Syracuse en ligue américaine. Sa première saison dans cette ligue se révèle moyennement fructueuse, puisqu'il inscrit 64 points en 75 matchs. Son équipe est elle battue au premier tour des séries éliminatoires par les Bulldogs de Hamilton.

N'ayant pas vraiment reçu sa chance à Pittsburgh, Domenic Pittis quitte l'organisation chère à Mario Lemieux et signe en tant qu'agent libre aux Sabres de Buffalo. Il est néanmoins placé en LAH par la franchise de l'État de New York et joue la grande majorité de la saison 1998-1999 aux Americans de Rochester, car il est participe à trois rencontres en LNH. Il réussit cependant une excellente saison en LAH, marquant 104 points en 76 rencontres. Cela lui permet de remporter le trophée John-B.-Sollenberger, qui récompense le meilleur pointeur de la ligue américaine. Avec son équipe, il parvient en finale de la Coupe Calder, battu par les Bruins de Providence. 

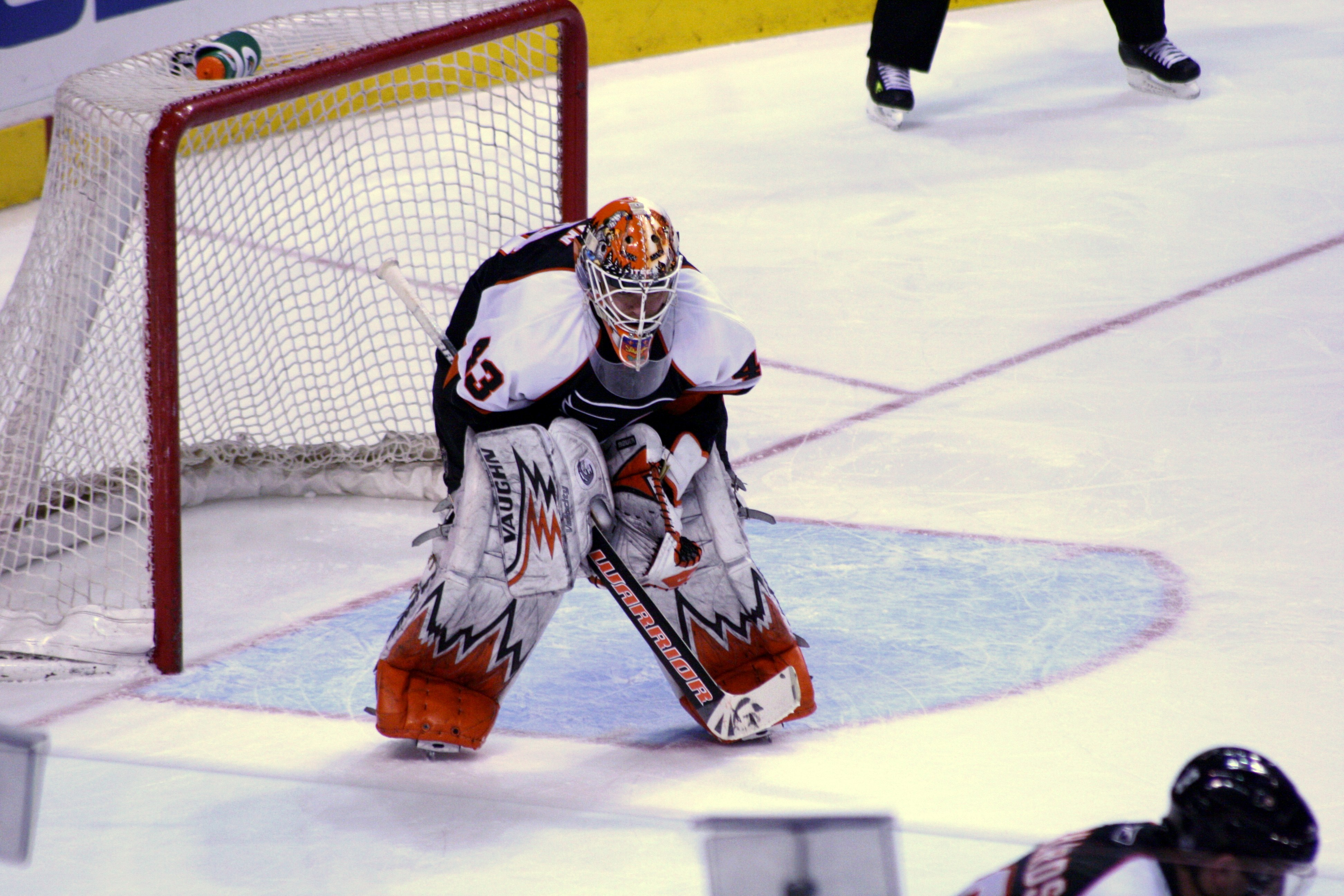
Martin Biron, son coéquipier à Rochester, a terminé meilleur gardien de LAH en 1999.

La saison suivante est moins prolifique pour Pittis, qui ne marque que 65 points en 53 parties. Il compte cependant sept matchs avec les Sabres. Il marque son premier but en LNH le 20 octobre 1999 face aux Predators de Nashville. Il connaît par contre une nouvelle déception en playoffs de LAH, échouant à nouveau au poteau, avec Rochester, lors de la finale de la Coupe Calder perdue face au Wolf Pack de Hartford.
Il quitte l'organisation des Sabres pour retrouver son Alberta natal en rejoignant les Oilers d'Edmonton. Il reçoit sa première vraie chance en LNH, puisqu'il n'est pas envoyé en ligue mineure. Il joue 47 matchs avec les Oilers, marquant neuf points, ce qui constitue son record en carrière en LNH. Souffrant d'une blessure à la tête, il ne peut jouer que 22 matches lors de la saison 2001-2002, réussissant à comptabiliser 6 passes décisives.
Durant l'été 2002, il rejoint les Predators de Nashville, mais, souffrant d'une nouvelle blessure à la tête, il est relégué en LAH, aux Admirals de Milwaukee, avec qui il joue 30 matches et inscrit 32 points. Durant les séries éliminatoires, son équipe est éliminée au premier tour par les Bears de Hershey.
Il change à nouveau d'organisation au terme de cette saison, puisqu'il retourne dans celle des Sabres. Il joue néanmoins la majeure partie de la saison en LAH, à Rochester, ne jouant que quatre matchs en LNH. Il marque 77 points, ce qui lui permet de terminer à la deuxième place du classement des pointeurs, derrière le Tchèque Pavel Rosa. Avec son équipe, il atteint la finale d'association, battus par les Admirals de Milwaukee, futurs vainqueurs de la Coupe Calder.

### La Suisse, nouvelle terre d'accueil

#### Deux titres de champions de Suisse et un titre de champion d’Europe
Après cinq saisons à faire la navette entre la LAH et la LNH, Domenic Pittis quitte l'Amérique du Nord et signe aux Kloten Flyers, club évoluant en ligue nationale A, première division suisse. Il ne parvient à faire éviter à son club une participation aux playouts, malgré ses 45 points inscrits en 43 parties. Néanmoins, son tempérament de leader lui a permis de surnager au sein de la délégation nord-américaine du club zurichois.
La saison suivante se déroule un peu mieux pour les pensionnaires du Schlufweg, qui parviennent à atteindre les demi-finales des playoffs, éliminés par les futurs champions luganais. Pittis ne réussit pas à rééditer les mêmes performances que lors de sa première saison en Europe, ne marquant que 31 points en 39 rencontres.
Il se reprend quelque peu au cours du championnat 2006-2007, puisqu'il réussit à inscrire 52 points au cours des 40 parties auxquelles il a participé. Il termine cependant deuxième compteur de son équipe derrière le Finlandais Kimmo Rintanen.

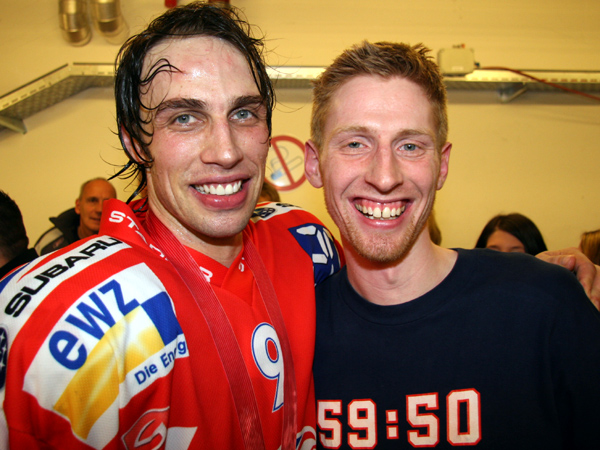
Domenic Pittis fête son premier titre en compagnie d'un fan.

Sous contrat jusqu'en 2010 avec Kloten, il quitte soudainement les Aviateurs au cours de la saison 2007-2008 pour rejoindre le rival cantonal, le ZSC Lions. Avec son nouveau club, il remporte le titre de champion de Suisse et Domenic Pittis vainc le signe indien en remportant pour la première fois un titre de champion, après deux échecs avec Rochester en LAH.
La saison suivante, Pittis et le ZSC Lions continuent sur leur lancée, remportant la première Ligue des champions de hockey sur glace, en battant en finale le club russe de Metallourg Magnitogorsk, à la surprise générale. Pittis est l'un des artisans de ce succès, lui qui a marqué marqué 11 points durant toute la compétition, dont trois assists lors du match retour de la finale.
La saison régulière se passe tout aussi bien, vu que les Zurichois terminent deuxième du classement. Mais le club est éliminé en quart de finale par Fribourg-Gottéron, et ce un peu plus d'un mois après leur titre européen. Les Lions se rattrapent le 29 septembre 2009 en battant les Blackhawks de Chicago à l'occasion de la Coupe Victoria.
Les Zurichois ne réussissent pas à confirmer leurs exploits en championnat. Ils finissent en effet 6e du championnat régulier, avant d'être une nouvelle fois battus en quart de finale, par l'EV Zoug. Domenic Pittis n'est pas très dominant, ne marquant que 31 points en 37 parties. Il améliore quelque peu son score la saison suivante avec 42 points en 50 rencontres, mais son club est éliminé à nouveau au premier tour, par les Kloten Flyers, après avoir terminé à la 7e place du classement de la saison régulière.
Pittis entame en septembre 2011 sa huitième saison en Suisse, dont cinq passées au Hallenstadion. Il joue 49 matchs durant la saison régulière, et obtient une fiche de 12 buts et 19 mentions d’assistance. Il termine troisième compteur de son équipe, derrière Jeff Tambellini et Andres Ambühl et est au trente-sixième rang de la ligue. Il signe par ailleurs le but qui permet à son club de se qualifier pour les séries éliminatoires. Le ZSC Lions terminent la saison régulière sur une décevante septième place au classement. Durant ces play-offs, les Zurichois parviennent néanmoins à éliminer le Hockey Club Davos en quart de finale. Lors du deuxième match de la demi-finale, Pittis se blesse au genou, à la suite d’une charge correcte d’Esa Pirnes. Sans lui, les Lions éliminent l’EV Zoug en quatre matches. Le joueur canadien qui « ne pouvai[t] pas rester en tribune » téléphone à un ancien entraîneur pour se faire soigner en Amérique du Nord. Il est d’abord envoyé dans le Vermont, puis au Canada. Il y reste une semaine, puis revient en Suisse juste avant le début de la finale. Les Zurichois remportent un nouveau titre de champion de Suisse contre le CP Berne, au septième match, grâce à un but de Steve McCarthy à moins de deux secondes du terme du temps réglementaire. Durant ces séries, Pittis a obtenu 10 points, dont 5 buts, en 13 parties.
Sans contrat pour la saison 2012-2013, Pittis se décrit une victime collatérale du nouveau lock-out qui sévit dans la LNH. Alors qu’il comptait sur ses bonnes performances lors des séries 2011-2012, il doit déchanter à cause de la venue de plusieurs joueurs estampillés LNH en Europe. Désirant rester en Suisse, il refuse une offre venue de Finlande et est en contact avancé avec le SCL Tigers. Son engagement est réduit à néant par les venues de Jaroslav Hübl, qui remplace le gardien Thomas Bäumle blessé, de Jared Spurgeon et de Tyler Ennis.
Il s’entraîne alors chez lui, à Calgary, en compagnie de joueurs comme Alex Tanguay ou Jarome Iginla et sous les ordres de son ancien entraîneur à Zurich, Bob Hartley. Il est embauché par le HC Viège, en Ligue nationale B pour pallier l’absence d’Alexandre Tremblay. Après avoir prolongé son contrat avec le club haut-valaisan, il est prêté, après l’élimination de son équipe des séries éliminatoires, au EV Zoug. Il participe à huit matchs avec les Zougois, marquant trois points. Il annonce qu’il met un terme à sa carrière le 1er septembre 2013, malgré une année de contrat encore valable avec le HC Viège. Il rejoint alors l’organisation des Flames de Calgary dans une fonction de responsable technique et de recruteur.

#### Un habitué de la Coupe Spengler

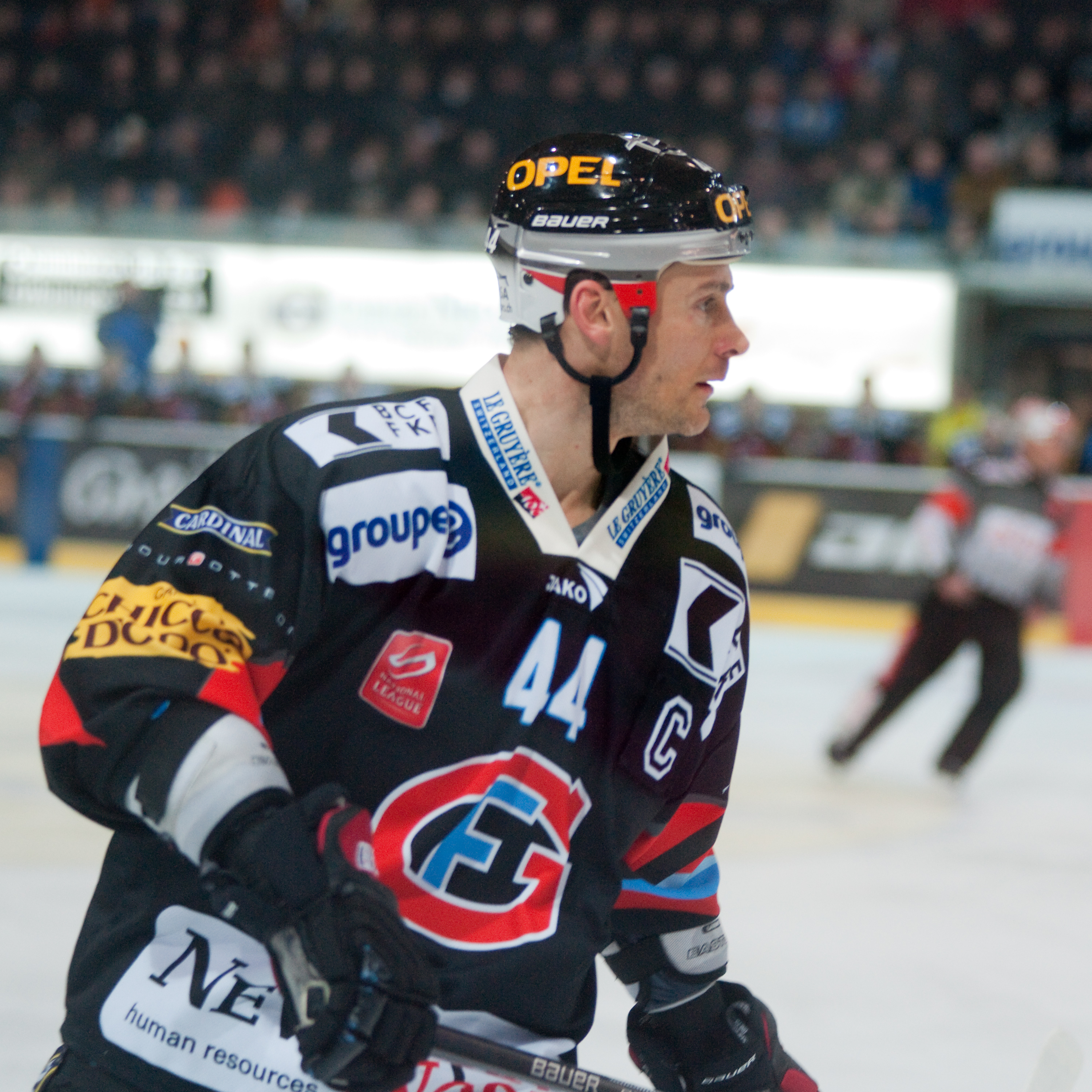
Shawn Heins, ici sous les couleurs de Fribourg-Gottéron est un autre habitué de la Coupe Spengler, qu'il a remporté en 2007 avec Pittis.

Depuis son arrivée en Suisse, Domenic Pittis a participé à pratiquement toutes les éditions de la Coupe Spengler sous les couleurs du Team Canada.
Il est convoqué par pour la première fois au mois de décembre 2004. Les Canadiens ne parviennent toutefois pas à s'immiscer en finale, remportée par le HC Davos face au Sparta Prague
En 2005, il participe y une nouvelle fois, toujours avec le Team Canada qui est battu en finale par le Metallurg Magnitogorsk. Cependant, Domenic Pittis est distingué par une présence dans l'équipe-type du tournoi.
Il est à nouveau convoqué en 2006. Le Canada parvient une nouvelle fois en finale, mais il est battu par le club local du HC Davos.
En 2007, il est à nouveau sur la glace davosienne entre Noël et Nouvel-An. Il remporte pour la première fois la Coupe Spengler, le Canada remportant la finale face à Salavat Ioulaïev Oufa.
Il figure à nouveau dans la sélection canadienne pour la Coupe Spengler 2008, étant l'un des six joueurs à avoir remporté la précédente édition, les autres étant Serge Aubin, Shawn Heins, Ric Jackman, Kirby Law, et Jean-Pierre Vigier. Les Canadiens atteignent une nouvelle fois la finale, mais ils sont cette fois défaits par le Dinamo Moscou.
Il ne participe toutefois pas à l'édition 2009 à cause d'une blessure au genou. Il est par contre de la partie en 2010. Le Canada atteint encore la finale, mais est battu, comme en 2008, par un club de la KHL, à savoir le SKA Saint-Pétersbourg.
En 2011, il fait à nouveau partie des cadres du Team Canada. Cette année-là, le Canada est éliminé aux tirs au but, en « pré demi-finale », par les Allemands de Wolfsburg, ne jouant pas la finale pour la première fois depuis 2004.

## Statistiques
| Saison      | Équipe                   | Ligue       |     | Saison régulière | Saison régulière | Saison régulière | Saison régulière | Saison régulière |    | Séries éliminatoires | Séries éliminatoires | Séries éliminatoires | Séries éliminatoires | Séries éliminatoires |
| Saison      | Équipe                   | Ligue       | PJ  | B                | A                | Pts              | Pun              | PJ               | B  | A                    | Pts                  | Pun                  |                      |                      |
| 1991-1992   | Hurricanes de Lethbridge | LHOu        | 65  | 6                | 17               | 23               | 48               | 5                | 0  | 2                    | 2                    | 4                    |                      |                      |
| 1992-1993   | Hurricanes de Lethbridge | LHOu        | 66  | 46               | 73               | 119              | 69               | 4                | 3  | 3                    | 6                    | 8                    |                      |                      |
| 1993-1994   | Hurricanes de Lethbridge | LHOu        | 72  | 58               | 69               | 127              | 93               | 8                | 4  | 11                   | 15                   | 16                   |                      |                      |
| 1994-1995   | Lumberjacks de Cleveland | LIH         | 62  | 18               | 32               | 50               | 66               | 3                | 0  | 2                    | 2                    | 2                    |                      |                      |
| 1995-1996   | Lumberjacks de Cleveland | LIH         | 74  | 10               | 28               | 38               | 100              | 3                | 0  | 0                    | 0                    | 2                    |                      |                      |
| 1996-1997   | Penguins de Pittsburgh   | LNH         | 1   | 0                | 0                | 0                | 0                | -                | -  | -                    | -                    | -                    |                      |                      |
| 1996-1997   | Ice Dogs de Long Beach   | LIH         | 65  | 23               | 43               | 66               | 91               | 18               | 5  | 9                    | 14                   | 26                   |                      |                      |
| 1997-1998   | Crunch de Syracuse       | LAH         | 75  | 23               | 41               | 64               | 90               | 5                | 1  | 3                    | 4                    | 4                    |                      |                      |
| 1998-1999   | Sabres de Buffalo        | LNH         | 3   | 0                | 0                | 0                | 2                | -                | -  | -                    | -                    | -                    |                      |                      |
| 1998-1999   | Americans de Rochester   | LAH         | 76  | 38               | 66               | 104              | 108              | 20               | 7  | 14                   | 21                   | 40                   |                      |                      |
| 1999-2000   | Sabres de Buffalo        | LNH         | 7   | 1                | 0                | 1                | 6                | -                | -  | -                    | -                    | -                    |                      |                      |
| 1999-2000   | Americans de Rochester   | LAH         | 53  | 17               | 48               | 65               | 85               | 21               | 4  | 26                   | 30                   | 28                   |                      |                      |
| 2000-2001   | Oilers d'Edmonton        | LNH         | 47  | 4                | 5                | 9                | 49               | 3                | 0  | 0                    | 0                    | 2                    |                      |                      |
| 2001-2002   | Oilers d'Edmonton        | LNH         | 22  | 0                | 6                | 6                | 8                | -                | -  | -                    | -                    | -                    |                      |                      |
| 2002-2003   | Predators de Nashville   | LNH         | 47  | 4                | 5                | 9                | 49               | 3                | 0  | 0                    | 0                    | 2                    |                      |                      |
| 2002-2003   | Admirals de Milwaukee    | LAH         | 30  | 11               | 21               | 32               | 65               | 6                | 2  | 4                    | 6                    | 8                    |                      |                      |
| 2003-2004   | Sabres de Buffalo        | LNH         | 4   | 0                | 0                | 0                | 4                | -                | -  | -                    | -                    | -                    |                      |                      |
| 2003-2004   | Americans de Rochester   | LAH         | 75  | 20               | 57               | 77               | 137              | 16               | 5  | 14                   | 19                   | 30                   |                      |                      |
| 2004-2005   | Kloten Flyers            | LNA         | 43  | 17               | 28               | 45               | 110              | 3                | 2  | 2                    | 4                    | 4                    |                      |                      |
| 2005-2006   | Kloten Flyers            | LNA         | 39  | 13               | 18               | 31               | 66               | 11               | 4  | 7                    | 11                   | 20                   |                      |                      |
| 2006-2007   | Kloten Flyers            | LNA         | 40  | 17               | 34               | 51               | 75               | 11               | 2  | 8                    | 10                   | 55                   |                      |                      |
| 2007-2008   | Kloten Flyers            | LNA         | 35  | 7                | 28               | 35               | 46               | -                | -  | -                    | -                    | -                    |                      |                      |
| 2007-2008   | ZSC Lions                | LNA         | 13  | 3                | 10               | 13               | 10               | 16               | 3  | 8                    | 11                   | 20                   |                      |                      |
| 2008-2009   | ZSC Lions                | LNA         | 42  | 15               | 21               | 36               | 50               | 4                | 1  | 0                    | 1                    | 8                    |                      |                      |
| 2009-2010   | ZSC Lions                | LNA         | 37  | 7                | 24               | 31               | 48               | 5                | 2  | 1                    | 3                    | 6                    |                      |                      |
| 2010-2011   | ZSC Lions                | LNA         | 50  | 15               | 27               | 42               | 68               | 5                | 2  | 3                    | 5                    | 6                    |                      |                      |
| 2011-2012   | ZSC Lions                | LNA         | 49  | 12               | 19               | 31               | 46               | 13               | 5  | 5                    | 10                   | 27                   |                      |                      |
| 2012-2013   | HC Viège                 | LNB         | 32  | 11               | 39               | 50               | 62               | 5                | 1  | 6                    | 7                    | 2                    |                      |                      |
| 2012-2013   | EV Zoug                  | LNA         | -   | -                | -                | -                | -                | 8                | 1  | 2                    | 3                    | 4                    |                      |                      |
| Totaux LNA  | Totaux LNA               | Totaux LNA  | 348 | 106              | 209              | 315              | 519              | 76               | 22 | 36                   | 58                   | 150                  |                      |                      |
| Totaux LAH  | Totaux LAH               | Totaux LAH  | 309 | 109              | 233              | 342              | 485              | 68               | 19 | 61                   | 80                   | 110                  |                      |                      |
| Totaux LIH  | Totaux LIH               | Totaux LIH  | 201 | 51               | 103              | 154              | 257              | 24               | 5  | 11                   | 16                   | 30                   |                      |                      |
| Totaux LNH  | Totaux LNH               | Totaux LNH  | 86  | 5                | 11               | 16               | 71               | 3                | 0  | 0                    | 0                    | 2                    |                      |                      |
| Totaux LHOu | Totaux LHOu              | Totaux LHOu | 203 | 110              | 159              | 269              | 210              | 17               | 7  | 16                   | 23                   | 28                   |                      |                      |

| Année     | Équipe    | Compétition    |   | PJ | B  | A  | Pts | Pun |
| 2004      | Canada    | Coupe Spengler | 4 | 0  | 0  | 0  | 0   |     |
| 2005      | Canada    | Coupe Spengler | 5 | 3  | 2  | 5  | 2   |     |
| 2006      | Canada    | Coupe Spengler | 5 | 1  | 1  | 2  | 6   |     |
| 2007      | Canada    | Coupe Spengler | 5 | 0  | 0  | 0  | 4   |     |
| 2008      | Canada    | Coupe Spengler | 4 | 0  | 6  | 6  | 2   |     |
| 2008-2009 | ZSC Lions | CHL            | 8 | 1  | 10 | 11 | 8   |     |
| 2010      | Canada    | Coupe Spengler | 5 | 1  | 2  | 3  | 4   |     |
| 2011      | Canada    | Coupe Spengler | 3 | 1  | 3  | 4  | 0   |     |

## Palmarès et honneurs personnels
- LNH
  - Repêché au deuxième tour (52e choix au total) par les Penguins de Pittsburgh lors du repêchage d'entrée dans la LNH 1993.
- LAH
  - Vainqueur du trophée John-B.-Sollenberger en 1999.
  - Vice-champion de la Coupe Calder en 1999 et 2000 avec les Americans de Rochester.
- LIH
  - Vice-champion de la Coupe Turner en 1997 avec les Ice Dogs de Long Beach.
- LNA
  - Champion de Suisse en 2008 et en 2012 avec le ZSC Lions.
- CHL
  - Champion d'Europe en 2009 avec le ZSC Lions.
- Coupe Victoria
  - Vainqueur en 2009 avec le ZSC Lions.
- Coupe Spengler
  - Vainqueur en 2007 avec le Team Canada.
  - Finaliste en 2005, 2006, 2008 et 2010 avec le Team Canada.
  - Membre de l’équipe-type du tournoi en 2005.